# Жул Верн (АТК)
 Тази статия е за космическия кораб от серията АТК.  За френския писател вижте Жул Верн.  
Жул Верн е първият космически кораб от серията АТК. В серията се означава с номер 001 (АТК-001), но е наречен на името на френския писател фантаст Жул Верн. Изстрелян е на 9 март 2008 г. към Международната космическа станция, с цел снабдяване с вода, въздух, припаси, консумативи и апаратура, и корекции на орбитата ѝ. Скачва се с нея на 3 април. Остава скачен със станцията до 5 септември, след което се отделя и изгаря на 29 септември в атмосферата над Тихия океан.

## Цели
- снабдяването на МКС с пропелант, вода, въздух, припаси, апаратура и консумативи
- периодично коригиране на орбитата на МКС – компенсиране на загубата на височина вследствие на триенето в остатъчната атмосфера, и маневри за избягване на среща с остатъци от стар спътник
- извеждане от станцията на отпадъчни материали и консумативи, и контролирането им унищожаване при изгарянето на кораба в атмосферата.

## Товар
Общият товар, изведен в орбита от „Жул Верн“, е 4,6 тона, както следва:
- 1150 kg продукти, консумативи и оборудване, монтирани в 6 транспортни стелажа
- 856 kg пропелант за руския модул „Звезда“
- 270 kg питейна вода
- 20 kg кислород
- 2300 kg допълнителен пропелант, нужен за изпитателните маневри и за издигане на МКС на по-висока орбита.

Товарът съдържа също два оригинални ръкописа на Жул Верн и екземпляр от първото илюстрирано издание с твърди корици, на френски език, на романите на писателя „От Земята до Луната“ и „Около Луната“. Те ще бъдат върнати на Земята с полет на космическа совалка.
Планирано е корабът да бъде натоварен с 6,3 тона отпадъчни материали, които да изгорят заедно с него в атмосферата над Тихия океан.

## Производство и подготовка за изстрелване
Отделните части на „Жул Верн“ са произведени от концерна EADS Astrium и негови подизпълнители, и сглобени както следва:
- Товарен отсек – в завод на Талес Аления Спейс в Торино, Италия
- Модул за авиониката – в Тулуза, Франция
- Двигателно-горивен модул – в завод на EADS Astrium в Бремен, Германия. (Там ще бъде сглобяван и модулът за авиониката на следващите АТК.)

Пак в Бремен в началото на 2004 г. модулът за авиониката и двигателно-горивният модул са сглобени в т.нар. сервизен модул. След това, заедно с товарния отсек, са изпратени в изпитателния център ESTEC за цялостно съединяване. Като първи кораб от серията АТК, „Жул Верн“ е подложен в ESTEC на изпитания, продължили почти 3 години. В хода на тези изпитания той получава предварително одобрение за подготовка за изстрелване.
В средата на юли 2007 г. е изпратен по море от Ротердам. На 31 юли корабът пристига във Френска Гвиана, и е превозен на космодрума в Куру. Там предварителната преценка на кораба е успешно приключена на 5 октомври 2007 г.
Херметизираният му отсек е запълнен с товар за МКС и е затворен на 12 декември 2007 г. В началото на 2008 г. е окончателно приет от ЕКА.
На 14 февруари 2008 г. корабът е прехвърлен в помещението за сглобяване, където на 18 февруари е монтиран на ракета-носител Ариана 5 ES ATV – специализиран вариант на Ариана 5; това е първият ѝ, пробен полет. На 7 март ракетата заедно с кораба е изкарана на стартовата площадка на космодрума.

## Изстрелване
След няколко отлагания изстрелването е извършено на 9 март 2008 г., 04:03:04 UTC. 1 час, 6 минути и 41 секунди след изстрелването корабът се отделя от ракетата-носител, като след това навигационните му системи биват активирани.
Два дни по-късно, на 11 март, четирите му главни двигателя са задействани за първи път.

## Орбитални проби
Докато изчаква космическата совалка „Индевър“ да се отдели от МКС. корабът изпълнява серия маневри и проби на системата за автоматично скачване. (Тъй като тя е още нова и неизпробвана, тези проби са изискани от NASA, която отговаря за цялостната безопасност на станцията.)

### Първоначални проби
На 13 и 14 март корабът извършва първоначални проби за орбитални маневри и маневри за аварийно прекратяване на последователността на скачване. След това е изведен в т.нар. „орбита на паркиране“ – точка S-1/2, на 39 km зад и 5 km по-ниско от МКС.

### Демонстрационен ден 1
На 29 март е извършено първото приближаване на кораба до МКС. Въпреки дребен проблем с управляващата електроника на горивните системи, приближаването до точка S2, на разстояние 3,5 km до станцията е успешно. След него корабът извършва по команда от Центъра за управление на полета маневра за аварийно отдалечаване от станцията, заобикаля я и се връща в точка S-1/2.
Данните от пробата са обработени от специализиран екип в Центъра за управление на полета и са предадени на ръководството на Центъра. На следващия ден, 30 март, успехът на демонстрацията е потвърден и е взето решение за провеждане на следващата демонстрация.

### Демонстрационен ден 2
На 31 март в 10:26 UTC корабът поема към точка S1. През следващите няколко часа той постепенно приближава станцията, за да достигне в 16:37 в точка S41, на 11 метра от скачващия възел на модула „Звезда“. След достигането ѝ „Жул Верн“ потвърждава, че следи успешно скачващия възел на станцията. През цялото време той е следен от космонавта Юрий Маленченко, който има задачата при възникване на опасност за станцията да подаде команда за прекъсване на сближаването.
След това корабът е отпратен чрез ръчна команда ESCAPE, подадена от Маленченко, да се върне в точка S4, а след като я достига, получава команда RETREAT за прекъсване на скачването и отдалечаване от станцията. Орбитални маневри през следващите 72 часа го връщат отново в точка S-1/2.

## Скачване
На 3 април 2008 г. е започната процедурата по скачване. В 13:33 ч., корабът достига точка S3, на 250 m от станцията. Там ориентирането чрез GPS е изключено и е включено ориентиране чрез видеометри. В 14:15 ч. е достигната точка S4, на разстояние от 19 m до станцията, където корабът остава в продължение на 20 мин. В 14:38 ч. той се приближава на 11 m, и започва заключителният етап на стиковката.
Когато корабът доближава на 3 m от станцията, на наблюдаващия приближаването Юрий Маленченко е предадено, че може да прекрати наблюдението, тъй като от това разстояние корабът вече не може да се оттегли безопасно. На 3 април 2008 г. в 14:45:32 е осъществен контакт с руския модул „Звезда“ и в изцяло автоматичен режим е започната процедурата по скачване. В 14:55 е осъществен механичен захват, а няколко минути по-късно скачването е завършено.
Скачването е определено като „почти перфектно“ от управляващия екип. (Отклонението при позициониране на кораба е между 5 и 10 cm, което превишава максималното по спецификация отклонение на апаратурата за позициониране, но е напълно в рамките на допустимото за скачване.)
След скачването астронавтите влизат за малко в „Жул Верн“ и поставят въздушен филтър (air scrubber) – устройство, което да пречисти въздуха в кораба от летящи прашинки и нежелани газове, натрупали се през едномесечния му престой в космоса. Люкът е затворен за един ден, докато филтърът свърши работата си. След това е отворен наново и пренасянето на товарите започва.

## Дейности по време на полета заедно с МКС
В периода преди 16 юни, по заявка от екипажа на МКС, Центърът за управление на полета на АТК оторизира астронавтите да използват кораба като място за грижа за личната хигиена (използване на специални мокри кърпи и кърпички и измиване на косите с шампоан, който не съдържа алкохол и не се нуждае от отмиване). Освен спокойствието на отделния обем, използването за хигиенни цели на АТК дава възможност и за понижаване на влагата в МКС.
Някои от астронавтите са изявили предпочитанието и да спят в „Жул Верн“, тъй като там шумът от вентилаторите, поддържащи въздушната циркулация в станцията, е по-слаб. (МКС разполага с две малки кабинки за сън, всяка за по един човек, а третият от екипажа може да спи където пожелае в МКС, в спален чувал, специализиран за условията на безтегловност.)
В началото на април 22 от 270-те литра вода, докарани от кораба, са прехвърлени пробно от него в станцията. Според изказване на Ерве Коме, ръководител на мисията на кораба, „трансферът е протекъл перфектно, и анализът показва, че водата е отлична за пиене“.
На 29 май екипът за управление на МКС иска от Центъра за управление на полета на АТК да прехвърлят в кораба 110 литра нерециклирана вода, кондензирана в апаратурата за улавяне на излишната влага от въздуха на станцията. Прехвърлянето на вода по този начин не е било предвидено в оригиналния списък цели на АТК. Нежеланата кондензирана вода е прехвърлена в пет 22-литрови пластмасови мяха за вода, а след това в един от празните сферични водни резервоари на „Жул Верн“. (Всеки астронавт на борда на МКС използва по около 13,6 литра вода на ден.)
Планирано е течните отпадъци от тоалетната на станцията също да бъдат прехвърлени в резервоарите на АТК чрез гъвкави маркучи с клапи или чрез свиваеми пластмасови контейнери. Херметичната секция се планира да бъде запълвана постепенно с отпадъци и използвано оборудване от станцията. Руската страна е помолила ЕКА там да бъде поставена и облицовка за кресло от „Союз“, която вече не е необходима на МКС.
В края на април „Жул Верн“ е използван като лаборатория за нанотехнологични експерименти от южнокорейската астронавтка Ий Со-Йеон.
На 9 юни някои от двигателите за контрол на ориентацията на „Жул Верн“ са били включени пробно от Московския ЦУП за 400 милисекунди. Целта е била да се провери динамиката на станцията след добавянето на новия 16-тонен модул на японската лаборатория „Кибо“.
На 17 юни 811 kg пропелант, предназначен за зареждане на МКС, е прехвърлен в резервоарите на станцията. Пропелантът е руско производство, съдържащ АДМХ като гориво и двуазотен четириокис като окислител. Прехвърлен е през специализирани тръби, разположени извън херметичните части на АТК и станцията и свързани чрез скачващия възел. Процесът отнема малко под половин час, като е стартиран (след проверка на херметичността на тръбната система) по команда от Центъра за контрол на полета в Москва, с помощта на инженерен екип от ЕКА. С това „Жул Верн“ става първият не-руски космически кораб, който зарежда с пропелант друг кораб в Космоса (макар и използваната система за презареждане да е руска).
На следващия ден използваните за прехвърлянето на пропеланта тръби са продухани по команда от Москва. Това елиминира риска около 13 kg токсичен пропелант да бъдат изпуснат при разкачването на АТК от МКС и да попадне върху скачващия възел на станцията.

## Корекции на орбитата на МКС
Една от целите на полета на „Жул Верн“ е на няколко пъти да коригира височината на орбитата на МКС чрез двигателите си. (Поради триенето в остатъчната атмосфера МКС постоянно губи височина, по 50 до 100 m на ден, и е необходимо периодично орбитата ѝ да бъде коригирана.)
Малко преди 16 юни е взето решение полетът на кораба да бъде удължен с един месец спрямо първоначалния план, до септември, за да бъдат използвани по-пълно възможностите му за коригиране на орбитата на МКС. (АТК задължително носи пропелант за поне 3 опита за скачване с МКС. Тъй като „Жул Верн“ се скачва успешно от първия опит, това е спестило около 870 kg пропелант, който може да бъде използван за орбитални корекции.) Предвидена е допълнителна орбитална корекция през август.

### Първа корекция
Първата корекция е планирана за веднага след скачването с МКС за 21 април, но е проведена на 25 април. Маневрата започва в 06:22 ч. GMT, след „пробуждане“ на кораба по команда от наземния център за управление в Тулуза, и продължава 740 секунди. Използвани са два от четирите главни двигателя на кораба, с мощност 2,65 м/сек. Височината на орбитата на 280-тонната (към този момент) станция е увеличена с около 4,5 km, до 342 km Това я подготвя за пристигането на полет STS-124 на космическата совалка „Дискавъри“, който е изстрелян по-късно, на 31 май, и доставя японския експериментален модул-лаборатория „Кибо“.
Последващите корекции на орбитата на МКС са планирани за 12 юни, 8 юли и 6 август.

### Втора корекция
Извършена е на 19 юни. Започва в 06:42 ч. GMT, по команда от Центъра за управление на полетите в Москва, и продължава 20 минути. Използвани са два от четирите главни двигателя на АТК, с мощност 4,05 м/с. Наблюдавана е от експертите в Контролния център на АТК.
Маневрата издига орбитата на МКС с около 7 km, до височина 345 km. Използвани са около 400 kg пропелант от запасите на „Жул Верн“.

### Трета корекция
Планирана е била за 8 юли. В съобщението на ЕКА за извършването ѝ не е посочена дата или други подробности за корекцията.

### Четвърта корекция
Извършена е на 13 август и е издигнала височината на орбитата на МКС до 355 km.

### Маневра за избягване на опасност
В добавка към четирите корекции за издигане на орбитата на МКС, на 27 август чрез двигателите на АТК е извършена маневра за избягване на среща с останки от спътника Космос-2421. Маневрата е от ретрограден тип: скоростта на полета на МКС е забавена, което е понижило орбитата ѝ. Започната е в 16:11 GMT и е продължила 5 минути и 2 секунди.
Като първа стъпка Центърът за контрол на полета на АТК подготвя кораба, след което предава контрола върху него на Центъра за контрол на мисията в Москва. Оттам е извършено завъртане на станцията на 180 градуса, така че АТК да се окаже откъм посоката на полета. След това двигателите на кораба са включени за постигане на необходимото забавяне. След постигането му и разминаването с останките МКС е завъртяна обратно, и чрез двигателите на АТК височината на орбитата ѝ е коригирана до старата. Накрая контролът върху АТК е върнат на центъра в Тулуза, който привежда кораба обратно в стандартния режим, използван при скачено с МКС състояние.

## Отделяне от МКС и деорбитиране
На 18 юли генералният директор на ЕКА Жан-Жак Дорден съобщава, че отделянето на „Жул Верн“ от МКС се планира за периода между 5 и 22 септември, а деорбитирането му – за 29 септември. На 2 септември е уточнено, че отделянето ще стане на 5 септември, в 21:30 GMT.

### Подготовка
През последните 10 дни, в които корабът е скачен с МКС, астронавтите отделят общо 31 работни часа за изваждане на останалите в него дотогава 900 kg товар и за прехвърлянето в него на 816 kg отпадъчни материали, вече излишни за станцията. Освен тях, в резервоарите на „Жул Верн“ са прехвърлени още 216 kg течни отпадъци. Общо в кораба са натоварени около 2 и половина тона отпадъци.
Поради опасения във връзка с нарушенията в термоизолацията на кораба командирът на МКС Сергей Волков е измерил температурата на кораба на местата с нарушена изолация. Пробата е показала, че температурата е в нормалните граници.
Люкът на кораба е затворен на 4 септември.

### Отделяне
Отделянето е извършено на 5 септември, в 23:29 GMT, под контрола на Центъра за контрол на полета на АТК и на Центъра за управлението на полетите в Москва.
След отключването на скачващите механизми корабът бива оттласнат с ниска скорост от пружина. След една минута пасивен полет, на три метра от МКС, той започва отдалечаване от станцията чрез ориентационните си двигатели. За 22 минути той достига точка, разположена на 5 km от станцията, точно под нея. Там автоматичната система, която следи за подаване на команда за аварийно отдалечаване от МКС, е изключена.
До 29 септември „Жул Верн“ лети по орбита с височина около 330 km, малко под тази на МКС.

### Деорбитиране
На 29 септември в 10:00 часа по GMT, чрез 6-минутно включване на главните двигатели на кораба е извършена първата деорбитираща маневра. Тя го прехвърля на остро елиптична орбита. Той се движи по нея още 2 обиколки около Земята; целта е при деорбитирането да бъде точно под МКС.
В 12:58 часа, чрез 15-минутно включване на главните двигатели е извършена втората деорбитираща маневра. Тя забавя кораба до около 7,6 km/s, и той навлиза в 13:31 ч. в земната атмосфера на височина около 120 km, над необитаем участък на Тихия океан на изток от Австралия и на изток-североизток от Нова Зеландия. На височина около 75 km корабът се разпада (очаквало се е това да стане на височина 65 km) и последните остатъци от него достигат повърхността на океана 12 минути по-късно, на около 2000 км на изток от Нова Зеландия. Очаква се първо да са се отчупили слънчевите батерии (около две и половина минути след навлизането в атмосферата), след това да са се разпаднали скачващият възел, защитното покритие и накрая основните структурни елементи.
Освен от астронавтите в МКС, чрез руския ултравиолетово-спектрометричен инструмент ФИАЛКА, навлизането се следи чрез мощни камери и спектрометри и от два наблюдателни самолета – един Gulfstream-V и един DC8. Целта на следенето е да се наблюдава точната последователност на разпадането и изгарянето на кораба в земната атмосфера. Чрез анализ на спектъра на горене в различните моменти се прави преценка кога кои елементи на кораба изгарят (Различните елементи съдържат различни материали, с различен спектър на горене – защитните панели и корпусът са предимно от алуминий, горивните резервоари от титан, и т.н.). Камерите помагат да се установи как точно се разпада корабът. Тази информация се сравнява с информацията от компютърния модел на разпадането му, за да бъде моделът усъвършенстван и използван при проектирането на бъдещ вариант на кораба с модул за обратно връщане на Земята.

## Технически проблеми

### Отказ на двигателна подсистема А
След изстрелването електрониката на едната от четирите двигателни подсистеми за кораба, т.нар. подсистема А, съобщава за недопустимо голяма разлика в наляганията на горивото и окислителя и изключва подсистемата, преминавайки в авариен режим. Пробите на двигателната система са отложени за един ден. От Центъра за контрол на полета в Тулуза, Франция, престартират електрониката на цялата двигателна система, което решава проблема. (По данни на ЕКА, АТК е способен да изпълни задачите си дори при окончателен отказ на една от четирите двигателни подсистеми.)

### Проблеми с управляващата електроника на горивните подсистеми
По време на Демонстрационен ден 1, при приближаването към точка S2, са отчетени проблеми в работата на електрониката, която управлява горивните подсистеми на кораба. Точни подробности не са известни.

### Повреди в термоизолацията
По време на Демонстрационен ден 2 чрез камерите на МКС са забелязани отделили се от основата, към която са захванати със захват тип велкро, топлоизолационни панели по обвивката на АТК. По думите на Джон Елууд, мениджър на проекта АТК в ЕКА, „те са точно където нашият термален анализ предсказа. Обсъдили сме с нашите партньори от МКС увеличението на консумираната енергия, което би могло да се наложи, за да поддържаме температурата. Към този момент не предвиждаме това да създаде проблеми.“ Измерване на температурата в рисковите участъци, направено от Сергей Волков преди отделянето на кораба от МКС, показва, че тя е в нормални граници.

### Разминаване в позиционирането
При подравняването преди скачване на АТК към МКС е отчетено неголямо разминаване в позициите на кораба и станцията, дължащо се на разлика в GPS системите, използвани на АТК и на руския модул „Звезда“. Разминаването е било в границите на допустимото, и в софтуера на „Звезда“ ще бъде внесена корекция, която да го избегне, преди пристигането на АТК-2 („Йохан Кеплер“).